# Cour Saint-Émilion
Pour la station de métro, voir Cour Saint-Émilion (métro de Paris).
La cour Saint-Émilion est une voie privée du quartier de Bercy dans le 12e arrondissement de Paris.

## Situation et accès
Artère du centre commercial Bercy Village, qui débute passage de l'Yonne et se termine rue Gabriel-Lamé, accueille principalement des commerces de bouche et de prêt-à-porter.
La cour est desservie par une station de métro homonyme, la station Cour Saint-Émilion sur la ligne 14.

## Origine du nom
Cette cour porte le nom d'un célèbre vignoble de la Gironde.

## Historique

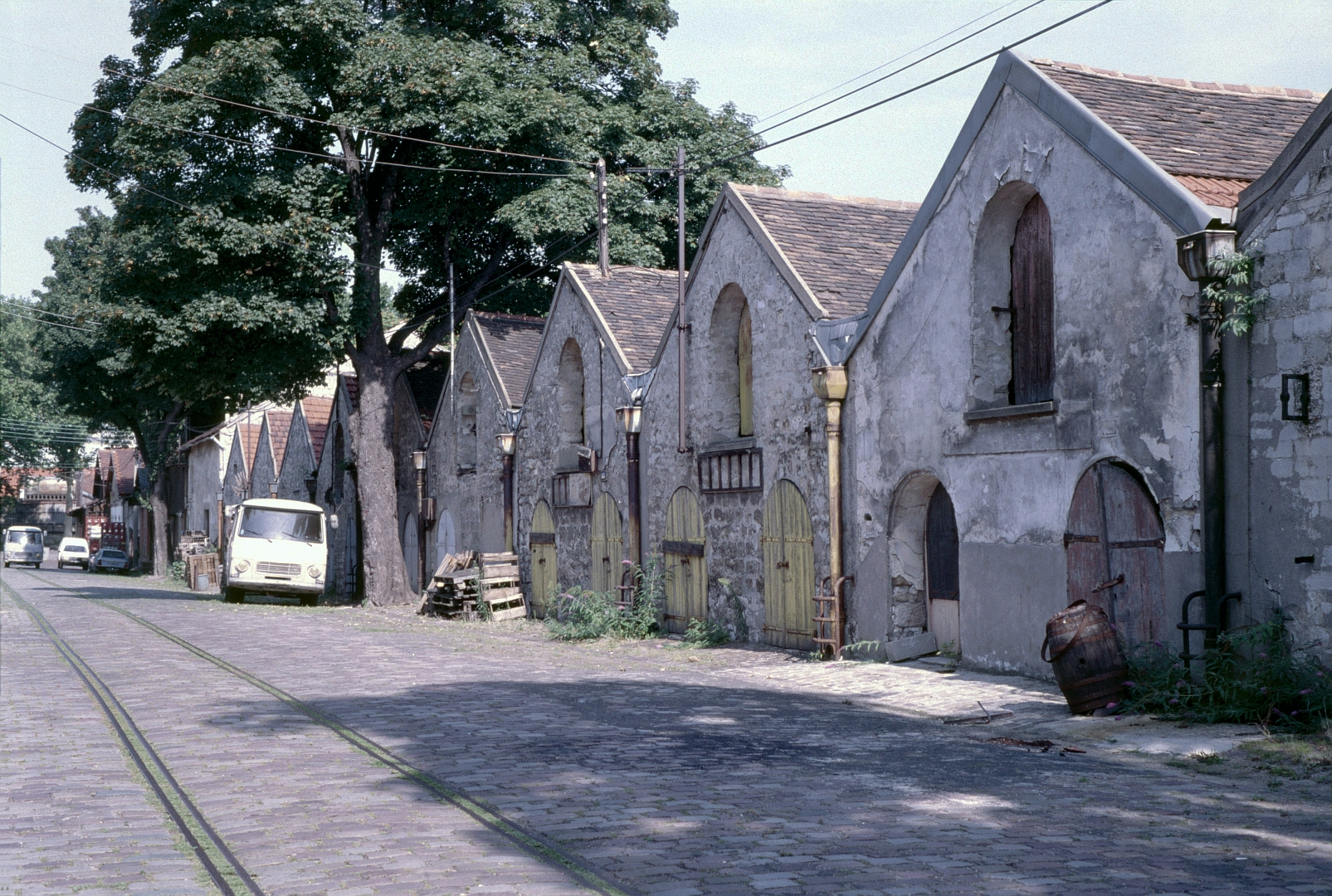
Le cour Saint-Émilion en 1985

La cour des anciens entrepôts de Bercy  a été conservée lors de l'aménagement de la ZAC Bercy, mais réduite d'un tiers en longueur. À l'origine, elle débutait rue du Petit-Bercy et se terminait rue de la Garonne
Son emplacement était approximativement celui d'une rue particulière des entrepôts de Bercy, créée dans les années 1820 ou 1830 lors de l'extension de ces entrepôts dans l'ancienne commune de Bercy à l'initiative du baron Louis, la rue d'Orléans. Ce territoire est restructuré  à la suite du rachat par la Ville de Paris du domaine des entrepôts en 1877. La cour Saint-Émilion, qui était également une voie intérieure des entrepôts, et les bâtiments des anciens chais qui la bordent datent de cette époque, autour de 1880.
Sans doute déclassée à la fermeture des entrepôts, la cour Saint-Émilion est ignorée de l’édition de mars 1997 de la Nomenclature officielle des voies publiques et privées.

La voie a été privatisée lors de la création du centre commercial en 1989.

## Bâtiments remarquables et lieux de mémoire
- Le cinéma multiplexe UGC Ciné Cité Bercy se trouve au no 2 de la cour Saint-Émilion.